# Ojtozi-szoros
Az Ojtozi-szoros (románul pasul Oituz) hegyszoros a Keleti-Kárpátokban, Romániában. Itt halad át a DN11-es főút Erdély és Moldva, Kézdivásárhely és Ónfalva között. Két végén Ojtoztelep és Gorzafalva található.

## Nevének eredete
Nevét arról a kistelepülésről kapta, melynek határában fekszik, az pedig az Ojtoz-patakról. Az ótörök ottuz (= harminc) eredetileg valószínűleg egy törzs neve lehetett. Más magyarázat szerint a török al (= vörös) és tuz (= só) szavakból ered, és vöröses színű sótelepeiről kapta nevét.

## Története
1241-ben a tatárok egyik része itt tört be az országba. 1466-ban erre indult Mátyás a lázadó moldvaiak ellen. 1550-ben moldvai sereg nyomult a szorosba II. Illés moldvai fejedelem vezetésével, akit a szászsebesi csatában november 13-án a székelyek megvertek és a havasalföldiek veresége után kimenekült az országból. 1576-ban itt vonult ki a lengyel trón elfoglalására Báthory István, itt jött be Thomsa vajda Bethlen Gábor megsegítésére. 1707-ben itt vonult vissza a székely sereg Moldvába Rabutin császári serege elől. 1788-ban török sereg tört be a szorosba, és árulás következtében nagy pusztítást végzett a szorost védő székely seregben. 1849 júliusában itt vonult át Bem székely seregével Moldvába.
Az első világháborúban véres harcok dúltak itt magyar és román seregek között (lásd: ojtozi csata (1916) és ojtozi csata (1917)). A 18-as soproni honvéd gyalogezred emlékműve már nincs meg, csak másolata látható Sopronban. 1944 augusztusában a 24. határvadász zászlóalj a székely erődszázaddal védte a szorost a túlerőben levő orosz és román csapatokkal szemben.

## Látnivalók
A szorosban a Máglyakő lejtőjén emelkedett egykor a Rákóczi-vár.
A 16. században már állott, de a hagyomány II. Rákóczi György építkezésének tartja. Valójában a háromszékiek építették. 1788-ban a török elfoglalta és lerombolta. A 19. században villámcsapás érte, azóta egyre pusztul. Csak csekély maradványai vannak. A szorosban levő országutat 1850–54 között építették ki.